# Sulfato de zircônio(IV)
Sulfato de zircônio(IV) é uma família de compostos inorgânicos cuja fórmula é  Zr(SO4)2(H2O)n onde n = 0, 4, 5, 7. Essas espécies estão relacionadas com o grau de hidratação. Elas são sólidos brancos ou transparentes que são solúveis em água.

## Preparação e estrutura
Sulfato de zircônio é preparado pela reação do ácido sulfúrico com o óxido de zircônio:
ZrO2  +  2 H2SO4  +  H2O  →   Zr(SO4)2(H2O)x
O sulfato anidro também é conhecido.
Esses compostos possuem estruturas complexas com 7 e 8 centros coordenados de zircônio. Tanto as moléculas de água quanto as de sulfato servem como ligantes.

## Usos
Sulfato de zircônio é utilizado na curtição de couro branco, como catalisador, precipitação de proteínas e aminoácidos, e como estabilizador de pigmentos.